# Síndrome de Frankenstein
El Síndrome de Frankenstein hace referencia al temor de que las mismas fuerzas utilizadas por el ser humano para controlar la naturaleza se vuelvan contra nosotros, destruyendo a la humanidad. La novela de Mary Shelley, publicada en 1818, recoge esa inquietud. Tú eres mi creador, pero yo soy tu señor, le dice el monstruo a Víctor Frankenstein al final de la obra. Se trata de la misma inquietud expresada décadas después por H. G. Wells en La isla del Dr. Moreau, el científico que trataba de crear una raza híbrida de hombres y animales en una isla remota, y que consideraba estar trabajando al servicio de la ciencia y la humanidad. Sus engendros acaban volviéndose contra él y destruyéndolo.
En 1968, en pleno apogeo del movimiento contracultural, Theodore Roszak expresaba sus ideas sobre el papel de la ciencia y la tecnología en el mundo contemporáneo: Cualesquiera que sean las aclaraciones y los adelantos benéficos que la explosión universal de la investigación produce en nuestro tiempo, el principal interés de quienes financian pródigamente esa investigación seguirá polarizado hacia el armamento, las técnicas de control social, productos comerciales, la manipulación del mercado y la subversión del proceso democrático a través del monopolio de la información y el consenso prefabricado.
Las palabras de Roszak, catalogadas como «tremendas y exageradas como corresponden a un teórico de la contracultura», reflejan no obstante el espíritu de los tiempos: una creciente sensibilidad social y preocupación política por las consecuencias negativas de una ciencia y tecnología fuera de control. Es lo que se ha llamado Síndrome de Frankenstein, que empezó a extenderse en la opinión pública de los años 1960 y 1970 dentro del mundo industrializado. 
Una de las mejores definiciones la encontramos en Postman: los hombres creamos una máquina con un fin definido y concreto, pero una vez construida descubrimos que la máquina tiene ideas propias, es capaz de cambiar nuestras costumbres y nuestra manera de pensar. Según Postman este descubrimiento lo realizamos horrorizados algunas veces, angustiados normalmente y sorprendidos en todos los casos. Esta idea la volvió a desarrollar dos años más tarde en otra obra, Divertirse hasta morir, traducida al español en 1991.